# Línea B30 (Córdoba)
Línea B30 es una línea barrial de transporte urbano de pasajeros de la ciudad de Córdoba, Argentina. El servicio está actualmente operado por la empresa ERSA Urbano.

## Recorrido
De Hospital Principe de Asturias a B° Villa Angelelli (modalidad anillo).
 Servicio diurno.
Línea Barrial B30: De Hospital Principe de Asturias a B° Villa Angelelli. (modalidad anillo)
Ida: De Hospital Principe de Asturias- Defensa-Río Negro- Río de Janeiro-Congreso-Lago Argentino-Casado-Sosa- Av. Atlantida-Av. Armada Argentina-Ushuaia-Colorado- Tunuyan -Río Negro -Av. de Mayo -  La Falda – Laboulaye – Avenida Vélez Sarsfield – Camino a los Molinos – calle pública lateral – Calle Pública Bº Hogar III – Calle pública – calle pública – Calle pública – Calle pública – Camino a San Antonio – calle principal ingreso a Villa Angelelli, hasta Plaza.
Regreso: De Plaza y calle principal por esta – Cno. A San Antonio – calle pública – calle pública – calle pública – calle pública – calle pública B° Hogar III, calle lateral – Cno. A Los Molinos – Avenida Vélez Sarsfield – Laboulaye – La Falda – Gobernación –Río Negro – Tunuyan – Colorado – Tuclame – Avenida Armada Argentina – Av. Atlantica- Avenida Curazao – rotonda Avenida Renault Argentina – Avenida Curazao – Sosa – Avenida F Casado – Lago Argentino – Congreso – Río de Janeiro – Río Negro – Defensa hasta Hospital Municipal Villa El Libertador “Príncipe De Asturias”.